# 一ノ谷村
一ノ谷村（いちのたにむら）は、かつて香川県にあった村。
村役場はその後、JA香川県一ノ谷支店になっている。

## 沿革
- 1890年（明治23年）2月15日 - 町村制施行により豊田郡古川村、吉岡村、中田井村、三野郡本ノ大村の一部が合併し、一ノ谷村が発足。
- 1899年（明治32年）3月16日 - 郡の統合により三豊郡に所属。
- 1956年（昭和31年）9月30日 - 観音寺市に編入され消滅。